# Nove (canal de televisión de Italia)
Nove (en italiano Nueve) es un canal de televisión italiano privado operado por el grupo audiovisual Warner Bros. Discovery Italy, filial de Warner Bros. Discovery. Comenzó sus emisiones el 1 de febrero de 2015 con el nombre Deejay TV. Su programación es generalista y se encuentra disponible en la TDT Italiana.

## Historia
Deejay TV, tras un acuerdo entre el grupo editorial L'Espresso y Discovery Italia, que tuvo lugar el 22 de enero de 2015 y para adquirir el canal.
El 22 de febrero de 2016, "Deejay TV" se convirtió en "Deejay TV - Nove", hasta el 3 de octubre de 2016, cuando se cambió a simplemente "Nove".
El 5 de enero de 2017 el canal comienza sus emisiones en alta definición (HD) en la plataforma de pago de Sky Italia y el 27 de febrero en Tivùsat.

## Programación
Nove emite una programación generalista que incluye películas, documentales, programas de entretenimiento como Boom o Top Chef Italia y algunos eventos deportivos como la final de la Copa del Rey española del 2015, el Europeo Sub-17 2015 la final del US Open de tenis y algunos campeonatos de Boxeo.